# 1984
1984. је била преступна година.

## Догађаји

### Јануар
- 1. јануар — Брунеј постаје независна држава.
- 10. јануар — САД и Ватикан успостављају потпуне дипломатске везе.
- 24. јануар — У продају је стављен Епл Макинтош, први рачунар широке потрошње који је имао графичко сучеље и рачунарског миша, уместо тада стандардног текстуалног сучеља.

### Фебруар
- 7. фебруар — Амерички космонаут Брус Макендлес током мисије свемирског брода „Чаленџер“ постао први човек који је прошетао свемиром користећи јединицу за маневрисање космонаута.
- 8. фебруар — У Сарајеву отворене Зимске олимпијске игре.
- 13. фебруар — Константин Черњенко је наследио преминулог Јурија Андропова на месту генералног секретара Комунистичке партије Совјетског Савеза.
- 26. фебруар — Америчке трупе напуштају Бејрут.

### Март
- 6. март — Започиње штрајк рудара у Уједињеном Краљевству који ће трајати годину дана.

### Април
- 4. април — Амерички председник Роналд Реган позвао на међународну забрану хемијског оружја.
- 20. април — Милиција врши рацију у једном приватном стану у Београду док је говорио Милован Ђилас, у оквиру Отвореног универзитета. Милиција хапси 28 присутних особа. Сутрадан су сви пуштени на слободу, али почетком маја су приведени шесторица: Миодраг Милић, Владимир Мијановић, Павлушко Имшировић, Милан Николић, Драгомир Олујић и Гордан Јовановић. Ускоро и Радомир Радовић је пронађен мртав.

### Мај
- 5. мај — Шведска група „Хериз“ побеђује на Песми Евровизије.
- 8. мај — Совјетски олимпијски комитет одлучио је да бојкотује Олимпијске игре у Лос Анђелесу, оптуживши владу САД за кршење Олимпијске повеље.
- 15. мај — Веселин Ђурановић изабран за председника Председништва СФРЈ.

### Јун
- 30. јун — Џон Тарнер постаје седамнаести премијер Канаде.

### Јул
- 28. јул — Отворене летње олимпијске игре у Лос Анђелесу.

### Август
- 4. август — Афричка република Горња Волта мења име у Буркина Фасо.
- 11. август — Амерички председник Роналд Реган, за време тестирања звука за интервју у једној радио станици је рекао „Моји драги Американци, задовољан сам што могу да вам кажем да сам данас потписао закон који ће ставити Русију ван закона. Бомбардовање ће почети за пет минута.”
- 21. август — У Манили демонстрација 500.000 особа против режима Фердинанда Маркоса.

### Септембар
- 17. септембар — Емитована је прва епизода анимиране серије Трансформерси.
- 26. септембар — Уједињено Краљевство и Кина су потписале споразум о повратку Хонгконга Кини 1997. године.

### Октобар
- 3. - 17. октобар — Одржава се шаховски турнир у Тилбургу, Холандија. Побеђује Ентони Мајлс.

### Новембар
- 6. новембар — Роналд Реган побеђује на америчким председничким изборима.

### Децембар
- 3. децембар — У граду Бопал у Индији око 4.500 људи умрло, 500 ослепело, а 50.000 отровано гасом исцурелим из фабрике пестицида „Јунион карбајд“.
- 19. децембар — Британски и кинески премијери Маргарет Тачер и Џао Цијанг потписали су у Пекингу споразум према којем Хонгконг од 1. јула 1997, после 99 година британске управе, прелази под суверенитет Кине.

### Датум непознат
- Википедија:Непознат датум — Од глади умире милион људи у Етиопији.
- Википедија:Непознат датум — Слободан Милошевић изабран за председника Градског комитета Савеза комуниста Београда.

## Рођења

### Јануар
- 1. јануар — Саша Загорац, словеначки кошаркаш
- 1. јануар — Фернандо Сан Еметерио, шпански кошаркаш[1]
- 3. јануар — Хајко Шафарцик, немачки кошаркаш
- 4. јануар — Жарко Ракочевић, црногорски кошаркаш[2]
- 8. јануар — Ким Џонг Ун, политичар и председник Северне Кореје
- 11. јануар — Марко Перовић, српски фудбалер[3]
- 16. јануар — Пјер Боја, камерунски фудбалер[4]
- 17. јануар — Калвин Харис, шкотски музичар, музички продуцент и ди-џеј
- 18. јануар — Оливер Стевић, српски кошаркаш[5]
- 20. јануар — Малек Џазири, туниски тенисер[6]
- 20. јануар — Карим Хаџи, туниски фудбалер[7]
- 21. јануар — Дејан Миловановић, српски фудбалер[8]
- 23. јануар — Драган Мрђа, српски фудбалер[9]
- 23. јануар — Арјен Робен, холандски фудбалер[10]
- 24. јануар — Јотам Халперин, израелски кошаркаш
- 25. јануар — Робињо, бразилски фудбалер[11]
- 25. јануар — Штефан Кислинг, немачки фудбалер[12]
- 26. јануар — Антонио Рукавина, српски фудбалер[13]
- 28. јануар — Андре Игодала, амерички кошаркаш[14]

### Фебруар
- 1. фебруар — Дарен Флечер, шкотски фудбалер[15]
- 8. фебруар — Панајотис Василопулос, грчки кошаркаш[16]
- 10. фебруар — Заза Пачулија, грузијски кошаркаш
- 12. фебруар — Бојан Остојић, српски фудбалер[17]
- 16. фебруар — Милош Димитријевић, српски фудбалер[18]
- 17. фебруар — Марћин Гортат, пољски кошаркаш
- 21. фебруар — Еразем Лорбек, словеначки кошаркаш
- 21. фебруар — Андреас Сепи, италијански тенисер[19]
- 22. фебруар — Џамар Вилсон, америчко-фински кошаркаш[20]
- 22. фебруар — Бранислав Ивановић, српски фудбалер[21]
- 26. фебруар — Емануел Адебајор, тогоански фудбалер[22]
- 27. фебруар — Џејмс Огастин, амерички кошаркаш[23]
- 28. фебруар — Каролина Куркова, чешки модел и глумица

### Март
- 1. март — Бошко Јанковић, српски фудбалер[24]
- 4. март — Норберт Хошњански, мађарски ватерполиста[25]
- 5. март — Гијом Оаро, француски фудбалер[26]
- 5. март — Бранко Цветковић, српски кошаркаш
- 7. март — Матје Фламини, француски фудбалер[27]
- 8. март — Саша Вујачић, словеначки кошаркаш
- 8. март — Виктор Сада, шпански кошаркаш[28]
- 10. март — Оливија Вајлд, америчка глумица[29]
- 12. март — Џејми Александер, америчка глумица[30]
- 13. март — Стив Дарси, белгијски тенисер[31]
- 15. март — Костас Василијадис, грчки кошаркаш
- 15. март — Владимир Јовановић, српски кошаркашки тренер[32]
- 16. март — Александар Рашић, српски кошаркаш[33]
- 18. март — Раџив Рам, амерички тенисер[34]
- 20. март — Фернандо Торес, шпански фудбалер[35]
- 21. март — Таренс Кинси, амерички кошаркаш[36]
- 24. март — Крис Бош, амерички кошаркаш
- 24. март — Ифеани Емегхара, нигеријски фудбалер[37]
- 24. март — Филип Печнер, немачки тенисер[38]
- 26. март — Силвија Недељковић, српска певачица
- 26. март — Тијана Стајшић, српски модел, Мис Југославије (2002)
- 29. март — Хуан Монако, аргентински тенисер[39]
- 30. март — Марио Анчић, хрватски тенисер[40]
- 30. март — Саманта Стосур, аустралијска тенисерка
- 31. март — Дамир Микец, српски стрелац[41]

### Април
- 2. април — Енгин Атсур, турски кошаркаш[42]
- 5. април — Дејан Келхар, словеначки фудбалер[43]
- 6. април — Ламонт Хамилтон, амерички кошаркаш[44]
- 11. април — Никола Карабатић, француски рукометаш
- 16. април — Клер Фој, енглеска глумица[45]
- 18. април — Америка Ферера, америчка глумица, продуценткиња и редитељка[46]
- 19. април — Станислава Копривица, српска редитељка, драматуршкиња и сценаристкиња[47]
- 22. април — Бријен Бенсон, америчка порнографска глумица[48]
- 29. април — Паулијус Јанкунас, литвански кошаркаш

### Мај
- 2. мај — Табо Сефолоша, швајцарски кошаркаш[49]
- 5. мај — Јелена Пудар, српска певачица, најпознатија као чланица групе Неверне бебе[50]
- 6. мај — Оливер Лафајет, америчко-хрватски кошаркаш[51]
- 11. мај — Андрес Инијеста, шпански фудбалер
- 14. мај — Оли Мерс, енглески музичар, глумац и телевизијски водитељ[52]
- 14. мај — Марк Закерберг, амерички програмер и предузетник јеврејског порекла
- 16. мај — Ненад Хераковић, српски глумац[53]
- 22. мај — Зоран Рендулић, српски фудбалер[54]
- 23. мај — Уго Алмеида, португалски фудбалер[55]
- 25. мај — Карла Кокс, чешка порнографска глумица[56]
- 25. мај — Унур Бирна Вилхјаулмсдоутир, исландска глумица и модел, најпознатија као Мис Исланда и Мис света (2005)
- 26. мај — Тијана Кондић, српска глумица[57]
- 27. мај — Блејк Ејхерн, амерички кошаркаш[58]
- 29. мај — Кармело Ентони, амерички кошаркаш[59]
- 31. мај — Нејт Робинсон, амерички кошаркаш[60]
- 31. мај — Милорад Чавић, српски пливач[61]

### Јун
- 2. јун — Миле Илић, српски кошаркаш[62]
- 4. јун — Милко Бјелица, српско-црногорски кошаркаш[63]
- 5. јун — Андрија Кузмановић, српски глумац[64]
- 8. јун — Миа Борисављевић, српска певачица[65]
- 8. јун — Хавијер Маскерано, аргентински фудбалер[66]
- 10. јун — Иван Раденовић, српски кошаркаш[67]
- 11. јун — Млађан Јановић, црногорски ватерполиста[68]
- 11. јун — Ненад Мишановић, српски кошаркаш[69]
- 12. јун — Бруно Соријано, шпански фудбалер[70]
- 19. јун — Пол Дејно, амерички глумац, редитељ, сценариста, продуцент и музичар[71]
- 22. јун — Јанко Типсаревић, српски тенисер[72]
- 23. јун — Дафи, велшка музичарка и глумица[73]
- 24. јун — Џеј Џеј Редик, амерички кошаркаш[74]
- 26. јун — Хосе Хуан Бареа, порторикански кошаркаш[75]
- 26. јун — Дерон Вилијамс, амерички кошаркаш
- 26. јун — Индила, француска музичарка[76]
- 26. јун — Обри Плаза, америчка глумица, комичарка, продуценткиња, редитељка и сценаристкиња[77]
- 27. јун — Клои Кардашијан, амерички модел[78]
- 30. јун — Иван Кољевић, црногорски кошаркаш[79]

### Јул
- 2. јул — Џони Вир, амерички клизач[80]
- 6. јул — Жанг Хао, кинески клизач
- 11. јул — Танит Белбин, канадска клизачица
- 11. јул — Рејчел Тејлор, аустралијска глумица и модел[81]
- 14. јул — Самир Ханданович, словеначки фудбалски голман[82]
- 18. јул — Џамон Гордон, амерички кошаркаш
- 19. јул — Адам Морисон, амерички кошаркаш[83]
- 20. јул — Наташа Којић, српска певачица[84]
- 21. јул — Владимир Веременко, белоруски кошаркаш
- 21. јул — Пол Дејвис, амерички кошаркаш[85]
- 22. јул — Стјуарт Даунинг, енглески фудбалер[86]
- 23. јул — Валтер Гаргано, уругвајски фудбалер[87]
- 25. јул — Лукас Маврокефалидис, грчки кошаркаш
- 27. јул — Тејлор Шилинг, америчка глумица[88]
- 28. јул — Џон Дејвид Вошингтон, амерички глумац[89]
- 31. јул — Бранислав Лалић, српски музичар

### Август
- 1. август — Младен Божовић, црногорски фудбалски голман[90]
- 1. август — Бастијан Швајнштајгер, немачки фудбалер[91]
- 5. август — Никола Росић, српски одбојкаш[92]
- 6. август — Маја Огњеновић, српска одбојкашица
- 7. август — Стратос Перпероглу, грчки кошаркаш
- 10. август — Донтеј Дрејпер, америчко-хрватски кошаркаш[93]
- 12. август — Шерон Симпсон, јамајканска атлетичарка[94]
- 13. август — Аљона Бондаренко, украјинска тенисерка
- 13. август — Нико Крањчар, хрватски фудбалер[95]
- 14. август — Ева Бирнерова, чешка тенисерка
- 14. август — Иван Жигерановић, српски кошаркаш
- 14. август — Ђорђо Кјелини, италијански фудбалер[96]
- 14. август — Робин Седерлинг, шведски тенисер[97]
- 18. август — Душан Баста, српски фудбалер[98]
- 19. август — Алесандро Матри, италијански фудбалер
- 23. август — Андреана Чекић, српско-црногорска певачица[99]
- 23. август — Глен Џонсон, енглески фудбалер[100]
- 24. август — Чарли Вилануева, доминиканско-амерички кошаркаш[101]
- 27. август — Натали Диздар, хрватска музичарка
- 27. август — Сули Мунтари, гански фудбалер[102]
- 28. август — Паула Фернандес, бразилска музичарка[103]
- 31. август — Марко Банић, хрватски кошаркаш[104]

### Септембар
- 4. септембар — Камила Бордонаба, аргентинска глумица, музичарка, плесачица и редитељка[105]
- 4. септембар — Деметрис Николс, амерички кошаркаш
- 5. септембар — Анабела Волис, енглеска глумица[106]
- 7. септембар — Вера Звонарјова, руска тенисерка[107]
- 8. септембар — Радован Вујовић, српски глумац[108]
- 12. септембар — Анастасија Буђић, српски модел
- 15. септембар — Никола Васић, српски кошаркаш[109]
- 15. септембар — Принц Хари, војвода од Сасекса, други син принца Чарлса и принцезе Дајане
- 16. септембар — Душан Ђурић, шведски фудбалер
- 19. септембар — Антанас Кавалијаускас, литвански кошаркаш
- 20. септембар — Брајан Жубер, француски клизач
- 22. септембар — Тијаго Силва, бразилски фудбалер[110]
- 22. септембар — Лора Вандерворт, канадска глумица[111]
- 24. септембар — Боби Браун, амерички кошаркаш
- 27. септембар — Ваутер Вејлант, белгијски бициклиста (прем. 2011)
- 27. септембар — Аврил Лавињ, канадска музичарка и глумица[112]
- 28. септембар — Матје Валбуена, француски фудбалер[113]
- 28. септембар — Мелоди Торнтон, америчка певачица[114]
- 29. септембар — Лиса Гормли, аустралијанска глумица[115]
- 30. септембар — Немања Рнић, српски фудбалер[116]

### Октобар
- 2. октобар — Марион Бартоли, француска тенисерка
- 3. октобар — Ешли Симпсон, америчка музичарка и глумица[117]
- 4. октобар — Јелена Катина, руска музичарка[118]
- 6. октобар — Владан Вукосављевић, српски кошаркаш[119]
- 15. октобар — Асмир Колашинац, српски бацач кугле[120]
- 15. октобар — Милош Трифуновић, српски фудбалер[121]
- 18. октобар — Линдси Вон, америчка алпска скијашица[122]
- 18. октобар — Фрида Пинто, индијска глумица и модел[123]
- 18. октобар — Есперанза Сполдинг, америчка музичарка
- 22. октобар — Алекс Марић, аустралијски кошаркаш[124]
- 23. октобар — Изабел Гулар, бразилски модел[125]
- 23. октобар — Анђелка Прпић, српска глумица и ТВ водитељка[126]
- 24. октобар — Антон Гавел, словачко-немачки кошаркаш[127]
- 25. октобар — Кејти Пери, америчка музичарка и глумица[128]
- 26. октобар — Саша Коен, америчка клизачица у уметничком клизању
- 27. октобар — Кели Озборн, енглеска музичарка и глумица[129]
- 27. октобар — Данијел Субашић, хрватски фудбалски голман[130]
- 28. октобар — Фин Витрок, амерички глумац и сценариста[131]
- 28. октобар — Обафеми Мартинс, нигеријски фудбалер[132]

### Новембар
- 1. новембар — Милош Красић, српски фудбалер[133]
- 1. новембар — Савио Оливеира до Вале, бразилски фудбалер[134]
- 1. новембар — Наталија Тена, енглеска глумица и музичарка[135]
- 2. новембар — Анастасија Карпова, руска певачица
- 5. новембар — Лука Жорић, хрватски кошаркаш[136]
- 7. новембар — Лана Јурчевић, хрватска певачица
- 9. новембар — Делта Гудрем, аустралијска музичарка и глумица[137]
- 9. новембар — Сузана Ћебић, српска одбојкашица[138]
- 10. новембар — Кендрик Перкинс, амерички кошаркаш[139]
- 14. новембар — Винченцо Нибали, италијански бициклиста[140]
- 14. новембар — Марија Шерифовић, српска певачица
- 15. новембар — Катарина Булатовић, црногорска рукометашица
- 16. новембар — Џема Аткинсон, енглеска глумица и модел
- 16. новембар — Ана Вучковић Денчић, српска списатељица, новинарка и сценаристкиња
- 19. новембар — Линдси Елингсон, амерички модел
- 19. новембар — Дамир Кахриман, српски фудбалски голман[141]
- 21. новембар — Џена Малон, америчка глумица, музичарка и фотографкиња[142]
- 22. новембар — Скарлет Џохансон, америчка глумица[143]
- 25. новембар — Гаспар Улије, француски глумац (прем. 2022)[144]
- 28. новембар — Ендру Богут, аустралијски кошаркаш
- 28. новембар — Мери Елизабет Винстед, америчка глумица и певачица[145]
- 30. новембар — Најџел де Јонг, холандски фудбалер[146]
- 30. новембар — Алан Хатон, шкотски фудбалер[147]

### Децембар
- 1. децембар — Алексис Роудс, аустралијска бициклисткиња
- 5. децембар — Роко Лени Укић, хрватски кошаркаш
- 7. децембар — Петар Бенчина, српски глумац[148]
- 7. децембар — Роберт Кубица, пољски аутомобилиста, возач Формуле 1[149]
- 8. децембар — Дастин Браун, јамајканско-немачки тенисер[150]
- 10. децембар — Ромео Травис, америчко-македонски кошаркаш[151]
- 11. децембар — Лејтон Бејнс, енглески фудбалер[152]
- 11. децембар — Сандра Ечеверија, мексичка глумица, певачица и модел[153]
- 12. децембар — Данијел Агер, дански фудбалер[154]
- 13. децембар — Санти Казорла, шпански фудбалер[155]
- 15. децембар — Мартин Шкртел, словачки фудбалер[156]
- 16. децембар —  Тео Џејмс, енглески глумац[157]
- 22. децембар — Бејсхантер, шведски певач, музички продуцент и ди-џеј
- 25. децембар — Милош Нинковић, српски фудбалер[158]
- 25. децембар — Џесика Ориглиасо, аустралијска музичарка, најпознатија као чланица дуа The Veronicas[159]
- 27. децембар — Енвер Аливодић, српски фудбалер[160]
- 27. децембар — Жил Симон, француски тенисер[161]
- 30. децембар — Андра Деј, америчка музичарка и глумица
- 30. децембар — Миленко Себић, српски стрелац[162]
- 30. децембар — Леброн Џејмс, амерички кошаркаш[163]

## Смрти

### Јануар
- 20. јануар — Џони Вајсмилер, амерички глумац (* 1904)[164]
- 20. јануар — Јован Милићевић, српски историчар (* 1927)

### Фебруар
- 9. фебруар — Јуриј Андропов, совјетски политичар (* 1914)[165]
- 12. фебруар — Хулио Кортасар, аргентински књижевник (* 1914)
- 21. фебруар — Михаил Шолохов, руски књижевник (* 1905)[166]

### Март
- 26. март — Ахмед Секу Туре, гвинејски државник (* 1922)[167]
- 26. март — Бранко Ћопић, српски књижевник (* 1915)[168]

### Април
- 5. април — Артур Харис, британски маршал[169]
- 17. април — Марк Кларк, амерички генерал[170]
- 25. април — Дејвид Кенеди, син Роберта Ф. Кенедија (* 1955)

### Јун
- 11. јун — Енрико Берлингвер, италијански политичар. (* 1922)[171]
- 25. јун — Мишел Фуко, француски филозоф (* 1926)[172]

### Јул
- 27. јул — Џејмс Мејсон, енглески глумац (* 1909)[173]

### Август
- 13. август — Тигран Петросјан, јерменски шахиста и бивши шампион свет у шаху (* 17. јун — 1929)[174]

- 5. август — Ричард Бартон, велшки глумац[175]
- 25. август — Труман Капоте, амерички књижевник[176]
- 28. август — Мохамед Нагиб, египатски генерал и политичар[177]

### Април
- 16. август — Душко Радовић, српски писац и новинар (* 1922)[178]

### Септембар
- 14. септембар — Џенет Гејнор, америчка глумица (* 1906)[179]

### Октобар
- 20. октобар — Пол Дирак, швајцарски и енглески физичар (* 1902)
- 21. октобар — Франсоа Трифо, француски режисер (* 1932)[180]
- 31. октобар — Индира Ганди, премијер Индије (* 1917)[181]

### Децембар
- 20. децембар — Дмитриј Устинов, совјетски политичар
- 28. децембар — Сем Пекинпо, амерички филмски редитељ и сценариста (* 1925)[182]

## Нобелове награде
- Физика — Карло Рубија и Симон ван дер Мер
- Хемија — Роберт Врус Мерифилд
- Медицина — Нилс К. Јерне, Џорџ Ј. Ф. Колер и Цезар Милстајн
- Књижевност — Јарослав Сајферт
- Мир — Десмонд Туту
- Економија — Ричард Стон

## 1984.
- Хиљаду деветсто осамдесет четврта